# Petite Feuille-morte
Phyllodesma tremulifolia
Pour les articles homonymes, voir Feuille morte (homonymie).
Espèce
La Petite Feuille-morte ou Feuille-morte du tremble, Phyllodesma tremulifolia, est une espèce d'insectes lépidoptères (papillons) appartenant à la famille des Lasiocampidae.
- Répartition : de l’Europe au Caucase.
- Envergure du mâle : de 16 à 18 mm.
- Période de vol : d’avril à juin et de juillet à août dans le sud de son aire.
- Habitat : forêts de feuillus.
- Plantes-hôtes : Populus tremula, Quercus, Betula, etc.

## Sources
- P.C. Rougeot, P. Viette, Guide des papillons nocturnes d'Europe et d'Afrique du Nord, Delachaux et Niestlé, Lausanne 1978.
- Collectif d'entomologistes amateurs, Guide des papillons nocturnes de France : plus de 1620 espèces décrites et illustrées, Paris, Delachaux et Niestlé, 2007, 288 p. (ISBN 978-2-603-01429-5), p. 30, n°46